# كوزاد
كوزاد (بالإنجليزية: Cozad)‏ بلدة أمريكية تقع في مقاطعة داوسون بولاية نبراسكا في وسط الولايات المتحدة الأمريكية. يبلغ عدد السكان 3,977 نسمة فيما تبلغ مساحة البلدة الإدارية نحو 5.4 كليومتر مربع.

## التركيبة السكانية
حدّد مكتب تعداد الولايات المتحدة بيانات التركيبة السكانية لكوزاد في تعداد الولايات المتحدة. في ما يلي، التركيبة السكانية حسب تعدادي 2000 و2010.

### تعداد عام 2000
بلغ عدد سكان كوزاد 4,163 نسمة بحسب تعداد عام 2000، وبلغ عدد الأسر 1,722 أسرة وعدد العائلات 1,128 عائلة مقيمة في المدينة. في حين سجلت الكثافة السكانية 614.9 نسمة لكل كيلومتر مربع (1,592.6/ميل2). وبلغ عدد الوحدات السكنية 1,851 وحدة بمتوسط كثافة قدره 273.4 لكل كيلومتر مربع (708.1/ميل2).
وتوزع التركيب العرقي للمدينة بنسبة 93.39% من البيض و0.17% من الأمريكيين الأفارقة و0.43% من الأمريكيين الأصليين و0.43% من الأمريكيين ذوي الأصول الآسيوية و3.82% من الأعراق الأخرى و1.75% من عرقين مختلطين أو أكثر و10.95% من الهسبانيون أو اللاتينيون من أي عرق.
بلغ عدد الأسر 1,722 أسرة كانت نسبة 33.3% منها لديها أطفال تحت سن الثامنة عشر تعيش معهم، وبلغت نسبة الأزواج القاطنين مع بعضهم البعض 52.6% من أصل المجموع الكلي للأسر، ونسبة 8.9% من الأسر كان لديها معيلات من الإناث دون وجود شريك، بينما كانت نسبة 4% من الأسر لديها معيلون من الذكور دون وجود شريكة وكانت نسبة 34.5% من غير العائلات. تألفت نسبة 30.4% من أصل جميع الأسر من عدة أفراد يعيشون في نفس المنزل ونسبة 14.7% كانت تتألف من شخص يعيش بمفرده يبلغ من العمر 65 عاماً أو أكثر. وبلغ متوسط حجم الأسرة المعيشية 2.37، أما متوسط حجم العائلات فبلغ 2.95.
بلغ العمر الوسطي للسكان 37.2 عاماً. وكانت نسبة 26.4% من القاطنين تحت سن الثامنة عشر، وكانت نسبة 7.8% بين الثامنة عشر والرابعة والعشرين عاماً، ونسبة 26.7% كانت واقعةً في الفئة العمرية ما بين الخامسة والعشرين والرابعة والأربعين عاماً، ونسبة 21.9% كانت ما بين الخامسة والأربعين والرابعة والستين، ونسبة 15.2% كانت ضمن فئة الخامسة والستين عاماً فما فوق. يوجد لكل 100 أنثى 93.6 ذكر، ويوجد لكل 100 أنثى في الثامنة عشر من عمرها فما فوق 91.8 ذكر.
بلغ متوسط دخل الأسرة في المدينة 32,392 دولارًا، أما متوسط دخل العائلة فبلغ 43,413 دولارًا. وكان متوسط دخل الذكور 27,217 دولارًا مقابل 20,089 دولارًا للإناث. وسجل دخل الفرد الخاص بالمدينة 18,139 دولارًا. وكانت نسبة 9.8% من العائلات ونسبة 12.1% من السكان تحت خط الفقر، وكان من هؤلاء نسبة 18% تحت سن الثامنة عشر ونسبة 11.3% في الخامسة والستين من العمر وما فوق.

### تعداد عام 2010
بلغ عدد سكان كوزاد 3,977 نسمة بحسب تعداد عام 2010، وبلغ عدد الأسر 1,656 أسرة وعدد العائلات 1,058 عائلة مقيمة في المدينة. في حين سجلت الكثافة السكانية 587.4 نسمة لكل كيلومتر مربع (1,521.4/ميل2). وبلغ عدد الوحدات السكنية 1,881 وحدة بمتوسط كثافة قدره 277.8 لكل كيلومتر مربع (719.5/ميل2).
وتوزع التركيب العرقي للمدينة بنسبة 92.41% من البيض و0.43% من الأمريكيين الأفارقة و0.40% من الأمريكيين الأصليين و0.28% من الأمريكيين ذوي الأصول الآسيوية و5.20% من الأعراق الأخرى و1.28% من عرقين مختلطين أو أكثر و13.30% من الهسبانيون أو اللاتينيون من أي عرق.
بلغ عدد الأسر 1,656 أسرة كانت نسبة 33.1% منها لديها أطفال تحت سن الثامنة عشر تعيش معهم، وبلغت نسبة الأزواج القاطنين مع بعضهم البعض 47.8% من أصل المجموع الكلي للأسر، ونسبة 10.3% من الأسر كان لديها معيلات من الإناث دون وجود شريك، بينما كانت نسبة 5.9% من الأسر لديها معيلون من الذكور دون وجود شريكة وكانت نسبة 36.1% من غير العائلات. تألفت نسبة 31.6% من أصل جميع الأسر من عدة أفراد يعيشون في نفس المنزل ونسبة 15.4% كانت تتألف من شخص يعيش بمفرده يبلغ من العمر 65 عاماً أو أكثر. وبلغ متوسط حجم الأسرة المعيشية 2.35، أما متوسط حجم العائلات فبلغ 2.92.
بلغ العمر الوسطي للسكان 39.3 عاماً. وكانت نسبة 26.2% من القاطنين تحت سن الثامنة عشر، وكانت نسبة 7% بين الثامنة عشر والرابعة والعشرين عاماً، ونسبة 24% كانت واقعةً في الفئة العمرية ما بين الخامسة والعشرين والرابعة والأربعين عاماً، ونسبة 24.9% كانت ما بين الخامسة والأربعين والرابعة والستين، ونسبة 17.8% كانت ضمن فئة الخامسة والستين عاماً فما فوق. وتوزع التركيب الجنسي للسكان بنسبة 48.5% ذكور و51.5% إناث.

## أعلام
- دان كريستنسن